# Laevicaudata
Sous-ordre
Laevicaudata est un sous-ordre de Crustacés, de l'ordre des Diplostracés. Ces animaux ont une carapace à deux valves qui protège leur corps, mais pas leur tête, et ressemblent très superficiellement à des mollusques bivalves.

## Liste des familles
Selon ITIS (19 septembre 2013) :
- famille Lynceidae Baird, 1845